# Thor (Fluggerät)
Thor (Test of High-tech Objectives in Reality) ist ein unbemanntes Luftfahrzeug des europäischen Herstellers Airbus. Er ist das erste eigenstartfähige Fluggerät, das nahezu komplett mit einem 3D-Drucker hergestellt wurde.

## Zweck
Thor ist ein unbemannter Erprobungsträger, mit dem die Einsatzmöglichkeiten von 3D-gedruckten Materialien in der Luftfahrttechnik getestet werden sollen. Vom Einsatz dieser Technik werden Gewichts- und Kostenvorteile erwartet. Bereits heute werden 3D-gedruckte Teile in Flugzeugen verwendet, so beispielsweise in der Boeing 777 oder im Airbus 350. Thor ist jedoch das erste eigenstartfähige Fluggerät, das mit Ausnahme der Elektromotoren, der Propeller, des Fahrwerks und der Steuerung vollständig aus mit einem 3D-Drucker produzierten Teilen hergestellt wurde.
Das Gerät wurde auf der ILA Berlin 2016 erstmals der Öffentlichkeit vorgestellt.

## Konstruktion
Das Fluggerät besteht aus etwa 60 mit einem 3D-Drucker hergestellten Einzelteilen aus Polyamid. Der Druck dauerte insgesamt sieben Wochen. Beim Bau des Fluggeräts wurden verschiedene Konstruktionsprinzipien getestet. Bei einem Rumpfabschnitt wurden beispielsweise die Hülle und die darunterliegende Stützkonstruktion („Iso-Grid“) zusammen gedruckt, andere Bauteile entstanden in getrennten Arbeitsschritten und wurden anschließend verklebt. Die Wanddicken liegen zwischen 0,1 und 0,7 Millimeter. Das Gerät wiegt ca. 21 kg, davon entfallen 5 kg auf nicht gedruckte Teile.
Äußerlich ähnelt das Fluggerät einem Transportflugzeug, es ist ein Hochdecker mit T-Leitwerk. Die Tragflächen und das Seitenleitwerk sind leicht gepfeilt. Das Fahrwerk mit Bugrad ist nicht einziehbar, das Hauptfahrwerk ist am Rumpf montiert.

## Technische Daten
| Kenngröße        | Daten                          |
| ---------------- | ------------------------------ |
| Besatzung        | unbemannt                      |
| Länge            | 3,70 m                         |
| Spannweite       | 3,50 m                         |
| Rumpfdurchmesser | 0,45 m                         |
| Leermasse        | 21 kg                          |
| Triebwerke       | 2 Elektromotoren mit je 1,5 kW |